# Vietnams folkarmé
Vietnams folkarmé (vietnamesiska: Quân Đội Nhân Dân Việt Nam) är namnet på Socialistiska republiken Vietnams väpnade styrkor. Markstridskrafterna har runt 410 000 man i aktiv tjänst, till det kommer tjänstgörande personal i flygvapnet, marinen, gränsstyrkorna och kustbevakningen. Under Vietnamkriget användes särskilt i USA beteckningen "Nordvietnams armé".

## Historia
En modern inhemsk vietnamesisk armé föreslogs av Ho Chi Minh på en revolutionär konferens år 1944 och grunden lades under pågående uppror mot Kejsardömet Japans ockupation av Franska Indokina. Från början ingick bara 30 män och tre kvinnor som förfogade över två revolvrar, 17 gevär, en lätt kulspruta och 14 bakladdade flintlåsgevär. Antalet soldater växte dock snabbt och i maj 1945 fick styrkan namnet Vietnams befrielsearmé. I september samma år döptes den om till Vietnams nationella försvarsarmé och bestod då av över 1000 man.
Med utbrottet av Indokinakriget 1946 involverades styrkan i häftiga strider mot den franska kolonialmakten. Armén kallades ofta Viet Minh, även om Viet Minh egentligen var namnet på hela den antikoloniala självständighetsrörelsen i landet. År 1950 döptes Vietnams nationella försvarsarmé officiellt om till Vietnams folkarmé.